# Xerraire del Banasura
El xerraire del Banasura (Montecincla jerdoni) és un ocell de la família dels leiotríquids (Leiothrichidae).

## Hàbitat i distribució
Habita boscos i matolls als turons al sud-oest de l'Índia al sud-oest de Mysore, Kerala, oest de Tamil Nadu, però absent dels Nilgiri.